# Fish & Richardson
Fish & Richardson P.C. ist eine US-amerikanisch/deutsche Anwaltskanzlei. Fish & Richardson hat Büros in zehn US-amerikanischen Städten und seit 2007 ein erstes europäisches Büro in München. Zurzeit beschäftigt Fish & Richardson über 350 Patent- und Rechtsanwälte.

## Geschichtliches
Gegründet in Boston im Jahr 1878 von Frederick P. Fish. Die Kanzlei vertrat im Laufe der Jahre einige der bedeutendsten US-amerikanischen Erfinder, unter anderem Alexander Graham Bell, Thomas Edison und die Gebrüder Wright. Unter den in den USA angemeldeten Erfindungen, die von Fish & Richardson im Erteilungsverfahren betreut wurden, finden sich unter anderem die Erfindung des Telefons, der Luft-Bremse, der Dampfmaschine, des Automobils und des Radios.
Aufgrund der weltweiten Rezession kündigte Fish & Richardson im Mai 2009 den Abbau von 120 Mitarbeiterstellen an.

## Büros
- Atlanta
- Austin
- Boston
- Dallas
- Delaware
- München
- New York
- San Diego
- Silicon Valley
- Shenzhen[2]
- Twin Cities
- Washington, D.C.

## Weblink
- Offizielle Website